# 15329 Sabena
15329 Sabena este o planetă minoră (asteroid), cu un diametru de 7,06 km, din centura de asteroizi. A fost descoperită pe 17 septembrie 1993 la Observatorul European Austral de Eric Walter Elst și a fost numită după Sabena⁠(d). 
Obiectul prezintă o orbită caracterizată de o semiaxă mare de 3,135027 UAi, o excentricitate de 0,12, o înclinație de 1,2157 ° în raport cu ecliptica.